# Branko Ivanković
Branko Ivanković (Čakovec, 28 de fevereiro de 1954) é um ex-futebolista e treinador profissional croata. Atualmente comanda o Persepolis, do Irã.

## Carreira
Ivankovic comandou a Seleção Iraniana de Futebol na Copa da Ásia de 2004, e na Copa do Mundo de 2006.

## Títulos
Seleção iraniana
- Copa da Ásia de 2004: 3º Lugar